# Meriam
Meriam, maleni narod naseljen na otocima Murray Island (Mer), Darnley Island (Erub) i Stephen Island (Ugar) na Torresovima otocima u Torresovom prolazu, između Australije i Nove Gvineje. Meriam populacija iznosi oko 450 ljudi koji govore jezikom meriam (miriam mir) [ulkg], a pripada istočnoj trans-fly porodici i ima 4 dijalekta: boigu, bulgai, buglial i tagota.
Svakoj obitelji morskim pravom bilo je osigurano da posjeduje brane za ribolov i rupe za lov na rakove na hridima nedaleko njihovih kuća izgrađenih nad plažama. Stalna naselja počinju se podizati 1872. Ubrzo 1879. Queenslandska vlada aneksirala je otoke, a svoju prisutnost održavala preko mjesnog supervizora. U svojim odnosima s vanjskim svijetom narod Meriam postavljao se kao nezavisan, što je 1992 dovelo do desetgodišnje borbe na sudovima, da bi na kraju bio diskreditiran pojam terra nullius (ničija zemlja), a narodu Meriam je Queenslandska vlada službeno 2001. priznala da su vlasnici samo dva nenastanjena otočića, Waier i Dawar, premda su oni otoke koristili već tisućama godina za ribolov i kampiranja.